# República de Zuyev
```
   |-
       |
Erro:
:  
valor não especificado para "
nome_comum
"

   |-
       | 
Erro:
:  
valor não especificado para "
continente
"
```

A República de Zuyev (em bielorrusso:  Рэспубліка Зуева, Respublika Zujeva), também conhecida como República dos Velhos Crentes (em bielorrusso:  Рэспубліка старавераў, Respublika staravieraŭ), foi um governo autônomo na Bielorrússia ocupada pelos alemães durante a Segunda Guerra Mundial. Localizada perto de Polotsk, a “república” era composta principalmente por aldeias habitadas por Velhos Crentes (ou Abakumitas). Seu starosta era Mikhail Yevseyevich Zuyev, que deu seu nome.

## Estabelecimento
Pouco depois do início da Operação Barbarossa, enquanto as tropas do Exército Vermelho recuavam da República Socialista Soviética da Bielorrússia, Mikhail Yevseyevich Zuyev, o starosta da aldeia dos Velhos Crentes de Zaskari, declarou uma república autônoma sob a Alemanha Nazista após consultar seus moradores. A autoproclamada "república" estava sediada em Zaskarki e inicialmente limitada às fronteiras daquela aldeia. Foi organizada uma milícia de autodefesa, à qual se juntaram 300 pessoas (incluindo mulheres). Aproximadamente 100 pessoas eram soldados permanentes.  Sob a república, a propriedade privada foi restaurada e as igrejas dos Velhos Crentes foram reabertas. 

## Conflito com partisans
Em pouco tempo, as aldeias entraram em conflito com os guerrilheiros bielorrussos. Sete guerrilheiros vieram à aldeia em busca de comida, bem como de assistência na criação de uma base local para as forças guerrilheiras. Em resposta, Zuyev mandou matá-los e a milícia adquiriu suas armas. Em pouco tempo, outro grupo de guerrilheiros apareceu e pediu comida. A milícia da aldeia, agora armada, exigiu ser deixada em paz. Isto deu início ao conflito entre a República Zuyev e os guerrilheiros soviéticos. Na mesma época, duas outras aldeias próximas, também em conflito com guerrilheiros, aderiram à república. Em 20 de dezembro de 1941, a milícia da república estava ficando sem munição. Zuyev aventurou-se em Polotsk, onde solicitou armas e munições à guarnição alemã local. Deram-lhe 50 fuzis e várias caixas de munições, em troca de garantias para manter a logística e garantir a ausência de guerrilheiros na área da república. 
Depois disso, a milícia foi organizada em um exército. A disciplina era dura, com os crimes sendo punidos com extensas penas de prisão, açoites e execuções. As punições eram impostas por conselhos de oficiais de alto escalão, que seriam selecionados para determinar o curso de ação apropriado. Nessa época, várias aldeias juntaram-se à República de Zuyev e um ataque foi realizado em uma aldeia sob controle de guerrilheiros. 
Segundo a descrição de um oficial da Abwehr que visitou a república, a área era fortemente militarizada; as aldeias eram cercadas por arame farpado e bunkers tripulados ficavam nas entradas das aldeias. A guarnição alemã não interferiu no governo de Zuyev e, por sua vez, a república forneceu aos soldados alemães necessidades como alimentos, feno e lenha. Nesta época, a população da República era de cerca de 3.000.  A república também mantinha relações com a Aliança Nacional dos Solidaristas Russos. 

## Incidente da SS Estônia
Em maio de 1942, um batalhão da polícia SS da Estônia, encarregado de eliminar os guerrilheiros na área, entrou no território da república. Um impasse tenso começou rapidamente, quando Zuyev brigou com o comandante do batalhão estoniano. Zuyev afirmou que não havia guerrilheiros na área e que os estonianos não tinham motivos para estar lá. Depois que os estonianos se recusaram a partir, Zuyev ameaçou atacá-los. Os estonianos, em menor número, concederam e acabaram saindo. Após o incidente, Zuyev viajou para Polotsk e informou o comandante da guarnição sobre a ocorrência. O batalhão SS da Estônia foi repreendido em resposta e a autonomia da república foi mantida. 

## Colapso
Em 1943, os guerrilheiros soviéticos estavam obtendo grandes ganhos. Aviões do Exército Vermelho entregavam grande ajuda. A República de Zuyev, por outro lado, recebia quantidades cada vez menores de recursos da Alemanha e, por sua vez, exigia-se mais. Em diversas ocasiões foi necessário que Zuyev negociasse com os guerrilheiros. Em 1944, a guarnição alemã propôs que a república fosse ampliada e recebesse grandes remessas de equipamento militar, incluindo artilharia. Zuyev recusou, já certo de que o domínio soviético retornaria à Bielorrússia, e fugiu para o oeste. 

## Consequências
O destino da República de Zuyev, salvo a sua dissolução, está envolto em mistério. Segundo alguns relatos, os combates continuaram até 1947. Segundo outros, porém, a República de Zuyev terminou com a sua evacuação. Vários dos Velhos Crentes fugiram para a América do Sul, bem como para os Estados Unidos. Os restantes soldados da república (cerca de 200 pessoas) receberam entre 5 e 25 anos de prisão. 
O destino de Mikhail Zuyev também é, em grande parte, desconhecido. Ao fugir para o oeste, ele se juntou ao Exército de Libertação Russo sob o comando de Andrey Vlasov, ascendendo ao posto de segundo-tenente. Há alegações de que após a guerra ele fugiu para a França e mais tarde para o Brasil ou se rendeu às forças militares britânicas.  No entanto, os registros do campo de trabalhos correcionais de Obsk, localizado perto de Salekhard, registram a morte de uma pessoa chamada Mikhail Yevseyevich Zuyev, nascido em 1884 no distrito de Polotsk. 

### Biliografia
- Каров Д. Партизанское движение в СССР 1941—1944 гг. Мюнхен, 1954.
- Под немцами. Воспоминания, свидетельства, документы. Сост. К. М. Александров. Санкт-Петербург: Скрипториум, 2011.
- Wladimir W. Posdnjakoff. Zuyev’s Republic. Historical Division, European Command, Foreign Military Studies Branch (1947).